# 謝潑德崖
謝潑德崖（英語：Shepard Cliff），是南極洲的山崖，位於維多利亞地的斯科特海岸，處於里夫斯冰原東北部，長6公里，美國地質調查局根據測量和該國海軍的空中照片繪入地圖，現時由南極條約體系管理。